# A Vida
A Vida foi um periódico anarquista brasileiro fundado por José Oiticica. Existiu entre 1914 e 1915.